# کازاچی
کازاچی (به لاتین: Kazachy) یک منطقهٔ مسکونی در روسیه است که در استان آمور واقع شده‌است.